# Jane Daly

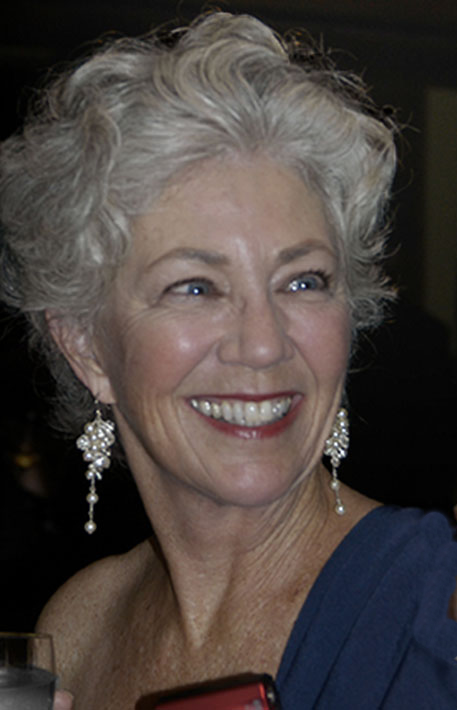
Jane Daly, 2016

Jane Daly, verheiratete Daly-Gamble, (* 20. April 1948 in Philadelphia, Pennsylvania) ist eine US-amerikanische Schauspielerin und Musicaldarstellerin.

## Leben
Bereits im Alter von 14 Jahren begann Daly zu modeln und in Werbespots aufzutreten. Mit 15 nahm sie an dem Schönheitswettbewerb Miss Teenage America von 1963 teil. Ihr Studium an der University of Miami schloss sie mit einem Bachelor of Fine Arts ab.
Ihr Leinwanddebüt gab Daly 1972 als Terry in Bob Clarks Horrorkomödie Children Shouldn’t Play with Dead Things. 1974 war sie als Joanne in einem weiteren Werk des Regisseurs, dem Zombiefilm Dead of Night, zu sehen. Beide Filme wurden in Florida gedreht. Später ging sie nach Los Angeles, wo sie neben mehreren Auftritten in verschiedenen Kinowerken, wie etwa Die Bullen von Dallas (1979), Nieten unter sich (1980), Amy – Die Stunde der Wahrheit (1981), Mission: Impossible III (2006) und The Keeping Hours (2017), vor allem in Fernsehproduktionen mitwirkte. Von 1982 bis 1983 bekam sie, mit der Verkörperung der Prostituierten Shelley Granger bzw. Kelly Harper, eine regelmäßige Rolle in der Seifenoper Capitol. 1987 erschien sie als Kate Adler in der kurzlebigen Sitcom Roomies. Im Jahr 1995 war sie in vier Folgen von Beverly Hills, 90210 als Molly Campbell zu sehen. Des Weiteren hatte sie Gastauftritte in zahlreichen anderen Fernsehserien, zu denen Soap – Trautes Heim (1979), Raumschiff Enterprise – Das nächste Jahrhundert (1990), JAG – Im Auftrag der Ehre (1999) und Girlfriends (2003) gehören. Sie trat im Laufe ihrer Karriere in über 100 regionalen und nationalen Werbespots sowie in den Musicals Sweet Charity, Anatevka und Godspell auf. Zudem betätigte sie sich auch als Schauspiellehrerin.
Daly ehelichte in erster Ehe den Kameramann Michael McGowan. Seit 1982 ist sie mit dem Schauspieler Duncan Gamble verheiratet. Aus beiden Ehen ging je ein Sohn hervor.

## Filmografie

### Filme
- 1972: Children Shouldn’t Play with Dead Things
- 1974: Dead of Night
- 1979: Die Bullen von Dallas (North Dallas Forty)
- 1980: Nieten unter sich (The Black Marble)
- 1980: Did You Hear About Josh and Kelly? (Fernsehfilm)
- 1981: Amy – Die Stunde der Wahrheit (Amy)
- 1983: Joe Dancer – Tote Zeugen nützen nichts (Murder 1, Dancer 0, Fernsehfilm)
- 1990: Katastrophenflug 243 (Miracle Landing, Fernsehfilm)
- 1990:  …Where’s Rodney? (Fernsehfilm)
- 1990: Tödlicher Schnee (In the Line of Duty: A Cop for the Killing, Fernsehfilm)
- 1991: Ein Vater auf der Flucht (Runaway Father, Fernsehfilm)
- 1993: Star (Fernsehfilm)
- 1994: Ich laß’ dich nicht allein (And Then There Was One, Fernsehfilm)
- 1996: Flucht aus Atlantis (Secrets of the Bermuda Triangle, Fernsehfilm)
- 1997: Two Voices (Fernsehfilm)
- 1998: Little Girl Fly Away (Fernsehfilm)
- 2006: Mission: Impossible III
- 2017: The Keeping Hours

### Fernsehserien
- 1978: The Paper Chase (eine Folge)
- 1979: Soap – Trautes Heim (Soap, 2 Folgen)
- 1980: Angie (eine Folge)
- 1982–1983: Capitol
- 1984: Bay City Blues (eine Folge)
- 1987: Gimme a Break! (eine Folge)
- 1987: Chefarzt Dr. Westphall (St. Elsewhere, eine Folge)
- 1987: Roomies (8 Folgen)
- 1987: Das Model und der Schnüffler (Moonlighting, eine Folge)
- 1987: Ein Engel auf Erden (Highway to Heaven, eine Folge)
- 1988: Beverly Hills Buntz (eine Folge)
- 1989: Wer ist hier der Boss? (Who’s the Boss?, eine Folge)
- 1989: Familienbande (Family Ties, eine Folge)
- 1989: L.A. Law – Staranwälte, Tricks, Prozesse (L.A. Law, eine Folge)
- 1990: Mein Lieber John (Dear John, eine Folge)
- 1990: Raumschiff Enterprise – Das nächste Jahrhundert (Star Trek: The Next Generation, Folge 3x22: Der Sammler)
- 1990: Lifestories (eine Folge)
- 1990: Fernsehfieber (WIOU, eine Folge)
- 1991: Matlock (eine Folge)
- 1993: Melrose Place (eine Folge)
- 1993: Picket Fences – Tatort Gartenzaun (Picket Fences, eine Folge)
- 1995: Beverly Hills, 90210 (4 Folgen)
- 1996: Ein Strauß Töchter (Sisters, eine Folge)
- 1996: Emergency Room – Die Notaufnahme (ER, eine Folge)
- 1998: Pensacola – Flügel aus Stahl (Pensacola: Wings of Gold, eine Folge)
- 1999: JAG – Im Auftrag der Ehre (JAG, 2 Folgen)
- 1999: New York Life – Endlich im Leben! (Time of Your Life, eine Folge)
- 2001: Akte X – Die unheimlichen Fälle des FBI (The X-Files, eine Folge)
- 2001: Felicity (eine Folge)
- 2002: Für alle Fälle Amy (Judging Amy, eine Folge)
- 2003: Girlfriends (2 Folgen)
- 2004: Nip/Tuck – Schönheit hat ihren Preis (Nip/Tuck, eine Folge)
- 2005: Die himmlische Joan (Joan of Arcadia, eine Folge)
- 2006: Without a Trace – Spurlos verschwunden (Without a Trace, eine Folge)
- 2007: The Singles Table (eine Folge)
- 2009: The Mentalist (eine Folge)
- 2010: Cold Case – Kein Opfer ist je vergessen (Cold Case, eine Folge)
- 2012: Grey’s Anatomy (eine Folge)
- 2018: This Is Us – Das ist Leben (This Is Us, eine Folge)
- 2019: How to Get Away with Murder (eine Folge)
- 2019–2022: The Rookie (5 Folgen)